# Tanystylum isthmiacum
Tanystylum isthmiacum är en havsspindelart som beskrevs av Stock, J.H. 1955. Tanystylum isthmiacum ingår i släktet Tanystylum och familjen Ammotheidae. Inga underarter finns listade i Catalogue of Life.